# Erica Leerhsen

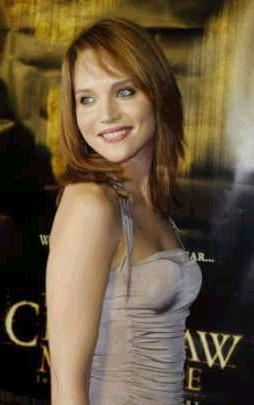
Erica Leerhsen

Erica Lei Leerhsen (* 14. Februar 1976 in Ossining, New York) ist eine US-amerikanische Schauspielerin.

## Leben und Karriere
Leerhsen machte 1998 ihren Abschluss an der „Boston University’s School of Fine Arts“ und begann zwei Jahre später ihre Schauspielkarriere.
Bekannt wurde sie vor allem durch drei Horrorfilme: Blair Witch 2, Michael Bay’s Texas Chainsaw Massacre und Wrong Turn 2: Dead End. Beim Vorsprechen für letzteren Film waren ihre gespielten Angstschreie so überzeugend, dass Passanten auf der Straße die Polizei riefen, da sie dachten, eine Frau würde überfallen werden. Zuletzt (Stand November 2018) trat sie als Schauspielerin 2014 in Erscheinung. Ihr Schaffen umfasst 25 Produktionen.
Erica Leerhsens Hobbys sind Basketball und Yoga.

## Filmografie
- 2000: Junior Creative (Kurzfilm)
- 2000: Blair Witch 2 (Book of Shadows: Blair Witch 2)
- 2001: Die Sopranos (The Sopranos, Fernsehserie, eine Folge)
- 2001–2002: The Guardian – Retter mit Herz (The Guardian, Fernsehserie, 13 Folgen)
- 2002: Hollywood Ending
- 2003: Anything Else
- 2003: Michael Bay’s Texas Chainsaw Massacre (The Texas Chainsaw Massacre)
- 2003: Alias – Die Agentin (Alias, Fernsehserie, eine Folge)
- 2005: Little Athens
- 2005: Mozart und der Wal (Mozart and the Whale)
- 2005: Ghost Whisperer – Stimmen aus dem Jenseits (Ghost Whisperer, Fernsehserie, eine Folge)
- 2006: CSI: Miami (Fernsehserie, eine Folge)
- 2007: The Warrior Class
- 2007: Wrong Turn 2: Dead End
- 2008: Living Hell (Fernsehfilm)
- 2009: Lonely Joe
- 2010: First Dates
- 2011: Good Wife (The Good Wife, Fernsehserie, eine Folge)
- 2012: Butterfly Room – Vom Bösen besessen (The Butterfly Room)
- 2012: The Message
- 2012: Person of Interest (Fernsehserie, eine Folge)
- 2013: Phobia
- 2013: The Night Before Halloween (Mischief Night)
- 2014: Magic in the Moonlight